# 莫拉雷
莫拉雷（義大利語：Molare），是意大利亚历山德里亚省的一个市镇。总面积32.79平方公里，人口2280人，人口密度69.5人/平方公里（2009年）。ISTAT代码为006095。